# Canal Street (New Orleans)
Canal Street è una grande arteria della città di New Orleans e costituisce il confine a monte del quartiere più antico della città, il Quartiere francese (Vieux Carré), che ha agito come linea di demarcazione tra la vecchia città coloniale francese / spagnola e il più recente American Sector, di oggi Central Business District.
Fino agli inizi del 1800, solo francesi e spagnoli vivevano nel Quartiere francese. Dopo la stipula del Louisiana Purchase un grande afflusso di nuove culture cominciò a giungere in città attraverso il fiume Mississippi. Un certo numero di americani dal Kentucky e altri stati del Midwest si trasferirono in città e si stabilirono nei quartieri alti. Venne allora progettato un canale che dividesse queste due culture, canale che non fu mai costruito e la strada che prese il suo posto venne denominata con il suo nome. Il centro della strada divenne noto come campo neutro (neutral ground) a riconoscimento del divario culturale. Da allora, tutte le isole spartitraffico delle strade a due carreggiate di New Orleans sono indicate con questo nome.
Una estremità di Canal street termina al fiume Mississippi. Spesso chiamata "Il piede di Canal street", presso il lungofiume della Canal Street Ferry offre un collegamento al quartiere Algiers Point, una parte dell'antico quartieri di Algier al di là del fiume, risalente al XIX secolo. La parte opposta di Canal street termina nella Mid-City vicino ad una serie di cimiteri. Leggermente sfalsato rispetto a questo terminale si trova l'inizio del Canal Boulevard, che si estende fino alla riva del lago Pontchartrain.
La strada ha tre corsie per ciascun senso di marcia, con un doppio binario al centro per i tram. La parte di Canal street che termina nel centro storico è costituita da un centro dei trasporti regionali capolinea di numerose linee di tram e autobus.
Canal Street è ritenuta essere la più ampia strada in America ad essere classificata come via, invece che viale denominazione tipicamente data agli ampi viali urbani. 

## Shopping

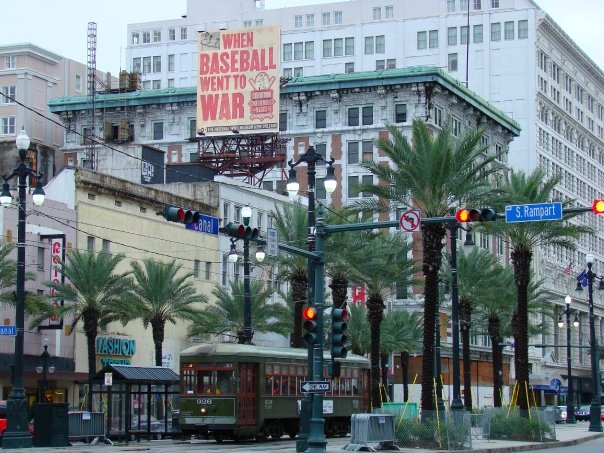
Canal street e Rampart street

Per più di un secolo, Canal street è stato il principale quartiere dello shopping della Greater New Orleans. I locali grandi magazzini Maison Blanche, DH Holmes, Godchaux's, Gus Mayer, Kreeger e Krauss ospitavano numerose boutique specializzate, come ad esempio Rubensteins uomo, Adler, Koslow's, Rapp's e Werlein music. Questi grandi magazzini iniziarono come venditori di tessuti e accessori con ampie vetrine sulla strada. Appena vennero installati gli ascensori, i negozi multi-piano divennero più eleganti e più grandi annettendo i locali di alcuni edifici adiacenti.
Anche se Canal street ha cominciato a perdere il suo primato come destinazione commerciale regionale alla fine degli anni 1960, ha mantenuto il giusto mix di grandi magazzini e negozi specializzati nella metà degli anni 1980 - un po' oltre le principali strade dello shopping nella maggior parte delle altre grandi città degli Stati Uniti - e ha ricevuto un impulso nel 1983 con il completamento del Canal Place, che comprendeva i grandi magazzini Saks e una boutique Brooks Brothers. 

## Intrattenimento

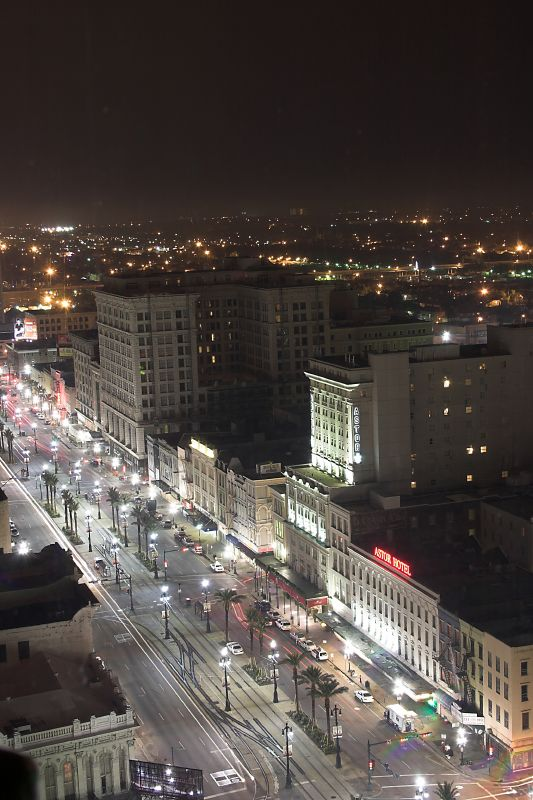
Canal Street in notturna, vista dal fiume verso Mid-City

New Orleans è stata storicamente un centro di opera, teatro e concerti. Nel 1871 venne aperto il Varieties Theater su Canal street e l'edificio fu ristrutturato e rinominato in Grand Opera House nel 1881, essendo utilizzabile sia come teatro che sala da ballo.
Teatri e cinema vennero costruiti intorno all'intersezione con Rampart street, con i tendonidi Saenger, Loews State, Orpheum, e Joy che la sera inondavano di luci colorate i marciapiedi circostanti. È noto che il primo cinema al mondo (cioè, la prima azienda dedicata specificamente alla proiezione di film a scopo di lucro) è stato "Vitascope Hall", realizzato su Canal street nel 1896. Con il 1910 si ebbero diversi cinema aperti sulla strada, tra cui l'Alamo, il Plaza e il Dreamworld. Nel 1912 aprì il Trianon, il primo palazzo dedicato a sala cinematografica in città. Il Tudor seguì nel 1914 e il Globe nel 1918. Dal 1950 divennero teatri minori e chiusero nel 1960. Anche se la maggior parte delle grandi sale cinematografiche hanno chiuso nel corso degli anni, diversi cinema di Canal street sono ancora operanti.